# Hila Fahima

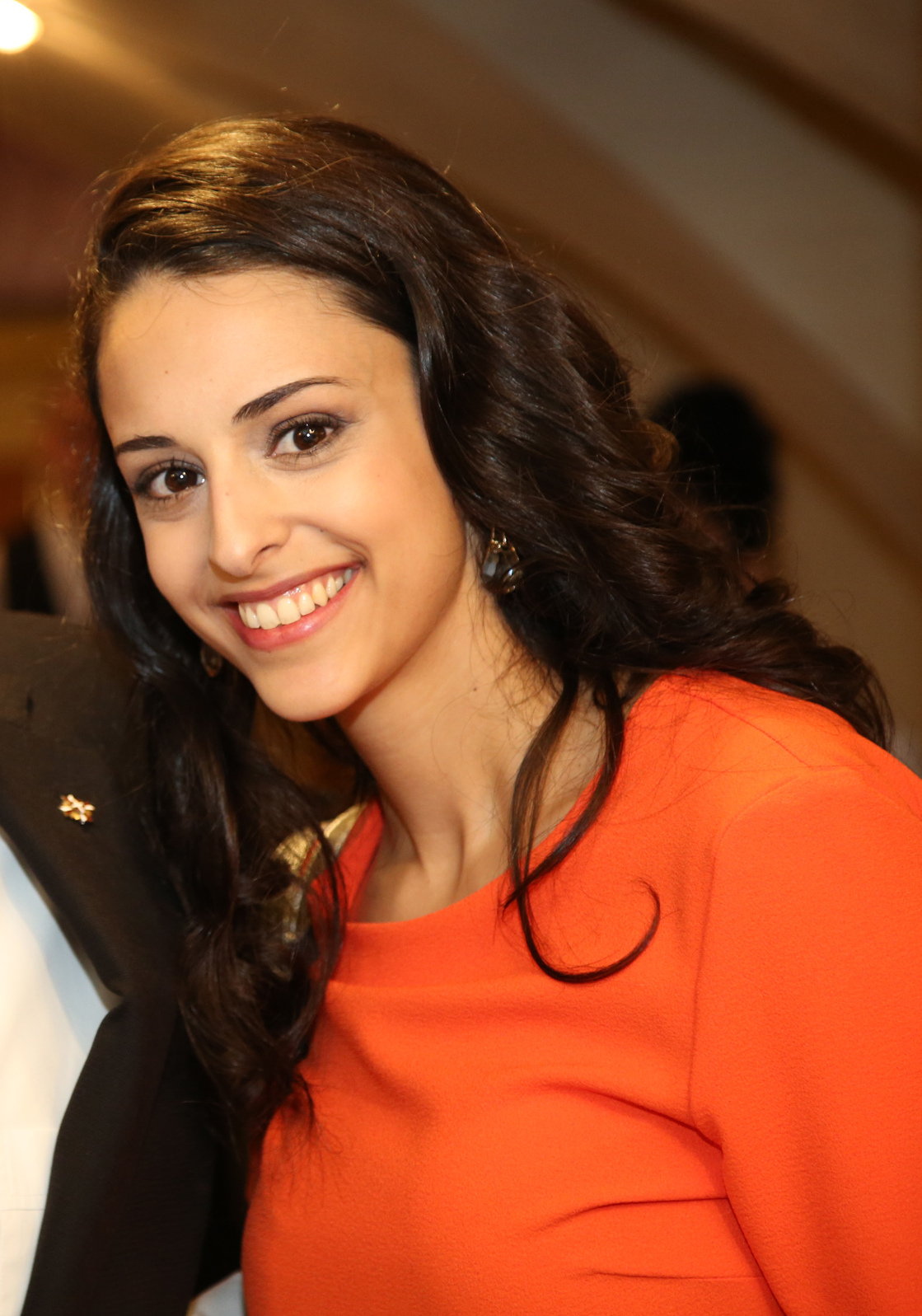
Hila Fahima (2015)

Hila Fahima Ruschin (geboren 1987 in Karmi’el) ist eine israelische Opernsängerin der Stimmlage Sopran. Sie ist seit Herbst 2013 Ensemblemitglied der Wiener Staatsoper.

## Leben
Fahima studierte und graduierte an der Jerusalem Academy of Music and Dance, ihr Gesanglehrerin war Agnes Massini. Bereits während des Studiums trat sie in mehreren Opern- und Operettenproduktionen auf. Fahima sang unter anderem die Adele in der Fledermaus von Johann Strauss, die Susanna in Mozarts Le nozze di Figaro, die Belinda in Purcells Dido and Aeneas, sowie die Frasquita in Bizets Carmen.
2010 debütierte sie an der Israeli Opera in der Titelrolle der Uraufführung der Oper Alice in Wonderland von David Sebba, gewann einen Gesangswettbewerb und wurde ins Ensemble Deutschen Oper Berlin verpflichtet. In Berlin übernahm sie unter anderem die Königin der Nacht in Mozarts Zauberflöte, die Nannetta in Verdis Falstaff, die Najade in Hofmannsthal/Strauss’ Ariadne auf Naxos, die Ninetta in Prokofjews Liebe zu den drei Orangen, die Semele in Strauss’ Die Liebe der Danae und den Ruggiero in Rossinis Tancredi sang.
Seit der Spielzeit 2013/2014 gehört Fahima dem Ensemble der Wiener Staatsoper an. Sie debütierte im Haus am Ring als Frasquita und sang weiters die Papagena in der  Zauberflöte und den Oscar in Verdis Un ballo in maschera, Poussette, Florinda und die Stimme vom Himmel in Verdis Don Carlos. Im Dezember 2014 zählte sie – als Page – zur Premierenbesetzung von Verdis Rigoletto, im Juni übernahm sie in derselben Inszenierung die Gilda.
Fahima gastierte auch an der Oper Graz (als Königin der Nacht) und erneut an der Israeli Opera (2012 als Amore in Glucks Orfeo ed Euridice sowie 2014 als Oscar). Im Sommer 2016 war die Sängerin in einer Open-Air-Aufführung des Rigoletto am Sultan’s Pool in Jerusalem zu sehen und zu hören.
Die Sängerin gibt auch Konzerte, unter anderem mit ihrer Schwester, Yifat Fahima-Weisskopf, einer Mezzosopranistin.
Am 24. Dezember 2018 trat Fahima Ruschin live im Fernsehsender ORF 2 in der Charity-Sendung „Licht ins Dunkel“ mit Puccinis „Quando m’en vo’“ auf.
Am 3. November 2023 sang die Opernsängerin Fahima auf einer Gedenkveranstaltung für die von der Hamas entführten israelischen Geiseln dem Wiener Heldenplatz vor mehr als 20.000 Zusehern die israelische Nationalhymne „HaTikwa“. Eine Weltpremiere, denn es war das erste Mal, das die israelische Nationalhymne an demjenigen Ort, wo Adolf Hitler an die Macht kam, gesungen wurde. Fahima trug während ihres Auftritts eine schusssichere Weste.
Am 2. Dezember 2023 trat sie bei der Festliche Operngala für die Deutsche AIDS-Stiftung 2023 auf.
Hila Fahima Ruschin ist mit dem österreichischen Internet-Unternehmer Benjamin Ruschin verheiratet.

## Auszeichnungen
- 2010 Europäischer Gesangswettbewerb Debut (Erster Preis)
- 2013 Stella Maris-Wettbewerb (Erster Preis)